# Euxoa flaviscapula
Euxoa flaviscapula là một loài bướm đêm trong họ Noctuidae.